# Network Access Quarantine Control
Network Access Quarantine Control is een begrip van Microsoft om een veilige omgeving te creëren, zodat afgedwongen wordt dat nieuwe PC's die inloggen via een VPN verbinding aan de volgende voorwaarden voordoen:
- de juiste virusdefinities
- de laatste servicepacks en hotfixes
- dat routing uitgeschakeld is
- dat er een firewall geïnstalleerd is
- dat screensaver beveiligd is met een wachtwoord.

Als aan deze voorwaarden voldaan is, kan er contact gezocht worden met de rest van het netwerk. Anders komt de PC in een omgeving waar de software aanwezig om te downloaden en instructies om aan de toegangsvoorwaarden te voldoen.
Het is een Windows Server 2003 oplossing. Een vergelijkbare oplossingen zijn ook aan te wijzen bij andere besturingssystemen, maar daar heet het dan anders.